# Chaussé

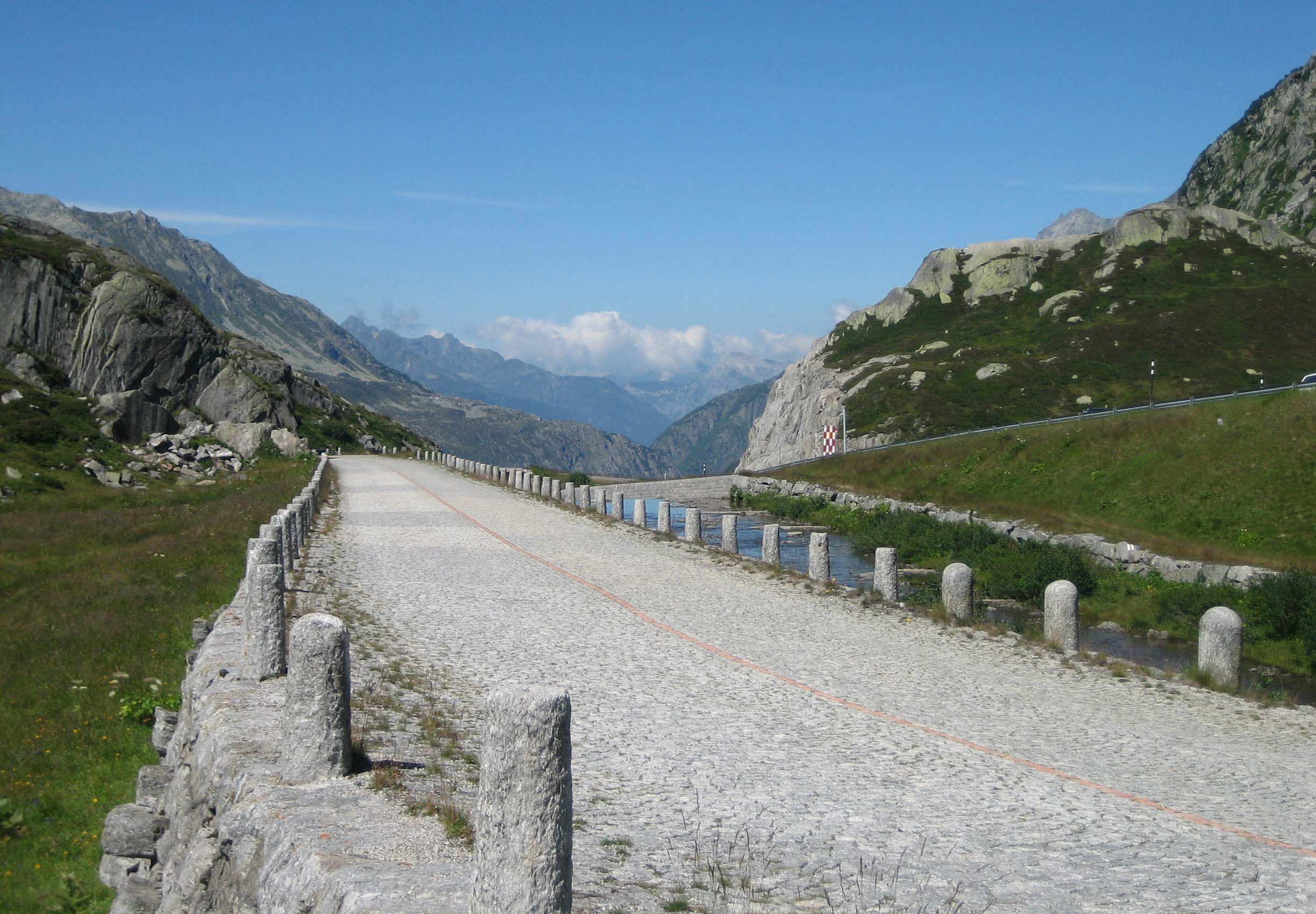
Chausséen över Sankt Gotthardpasset, byggd 1827-1830.

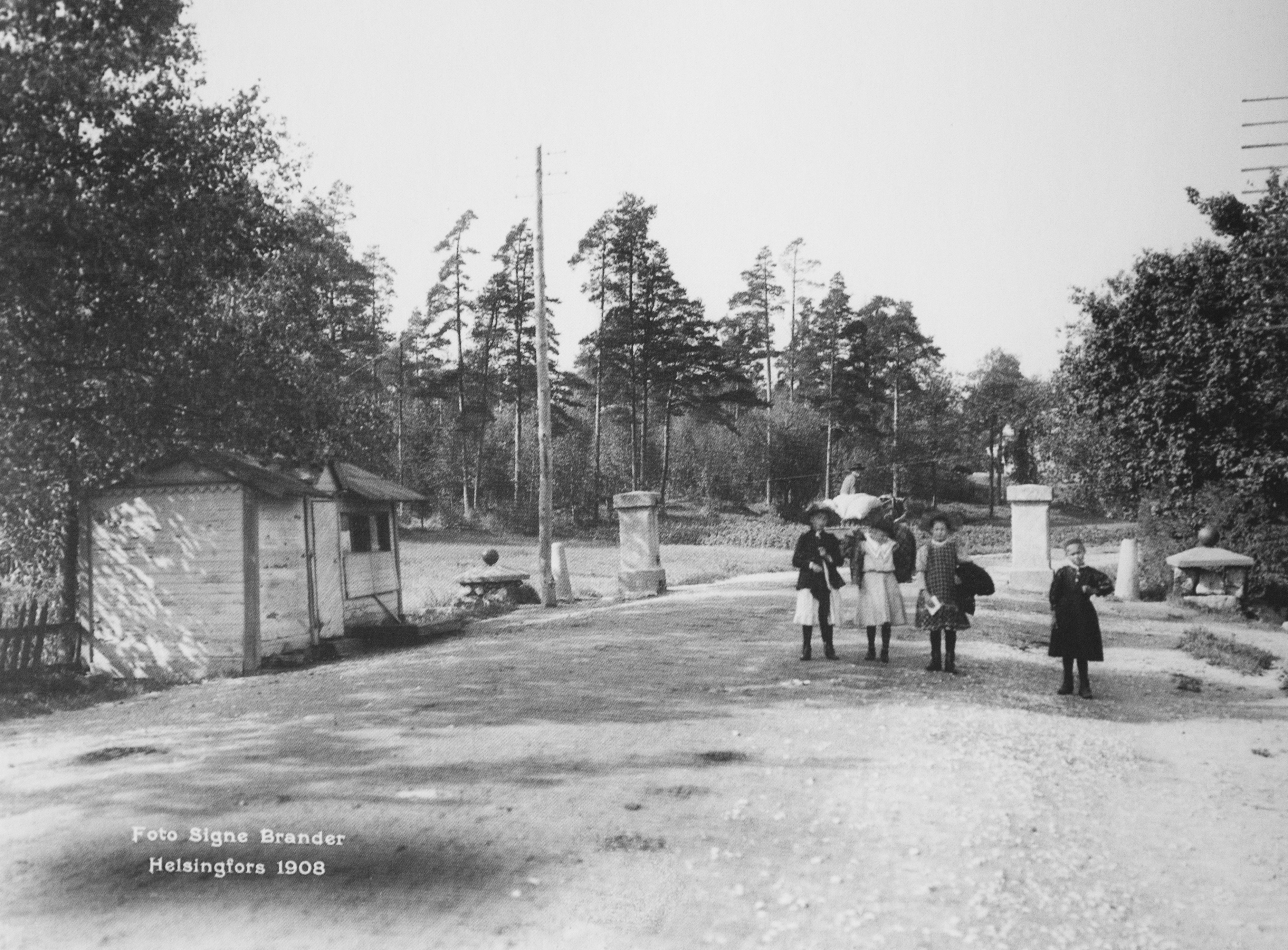
Tölö tull vid slutet av Västra chausséen i Helsingfors, 1908. Foto; Signe Brander.

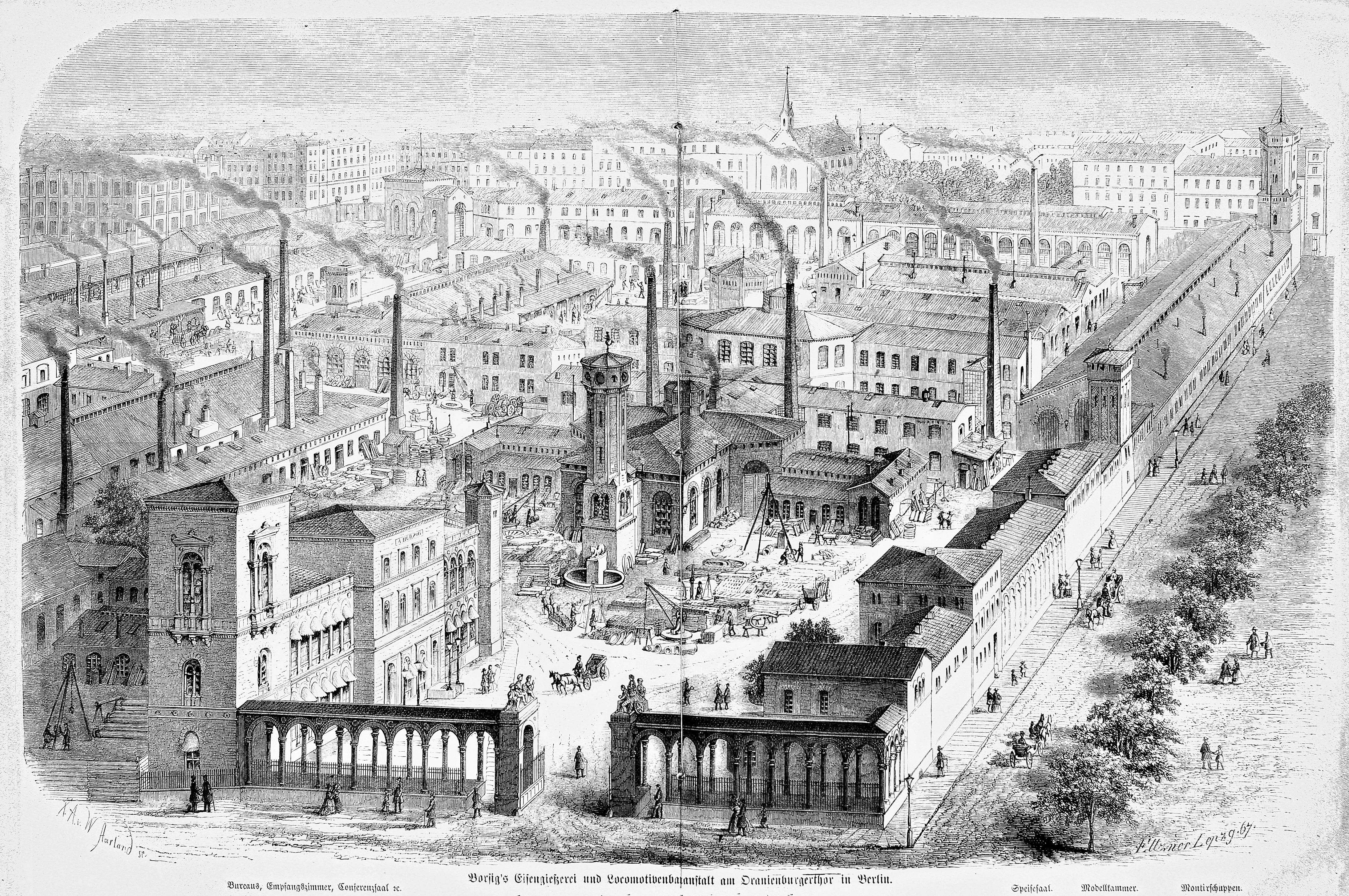
Chausseestrasse, med Borsig-Werke, i Berlin, 1867

En chaussé betecknar en omsorgsfullt byggd landsväg. Ursprungligen åsyftades de vägar som konstruerats på romerskbyggda vallar i Gallien. Dessa vägar hade bankar, gravar eller diken på sidorna som skydd mot översvämningar och fungerade även som vägar över sankmarker. Ordet chaussé är ett franskt lånord (chaussée) och kommer från medeltidslatinets via calciata. Det betyder en väg som antingen är murad med kalk eller där vägbanan är byggd av calx, kalk, kalksten, (på franska chaux).
Ordet började under 1800-talets förra hälft till följd av kontinental påverkan användas i Norden om de bredare och mer välordnade vägar i anslutning till städerna som då började anläggas.
Den första chaussén i Danmark anlades 1764 mellan Köpenhamn och Frederiksborg. Från 1764 till 1793 byggdes flera chausséer på Själland, men sedan återupptogs arbetet först 1821. År 1869 hade Danmark ett vägnät med 1.350 kilometer chausséer, något längre än dagens nät av motorvägar.
Sveriges första egentliga chaussé byggdes på 1840-talet mellan Malmö och Lund under ledning av Carl Gottreich Beijer.
Vid Oslo invigdes 1846 Ljabruchaussén (nu Mosseveien). 
Under andra hälften av 1800-talet upprustades de två landsvägarna ut från Helsingfors och fick namnen Västra chausséen och Östra chausséen. Efter det att de senare inkorporerats i gatunätet, har de senare omdöpts till Mannerheimvägen respektive Tavastvägen. En sträcka av den tidigare Västra chaussén i Haga fick då namnet Gamla chaussén (stavat med ett "e").
Ordet är bevarat i gatunamn, bland andra Näsbychaussén i Kristianstad samt Elbchaussee och Eimsbüttler Chaussee i Hamburg och Potsdamer Chaussee och Buckower Chaussee i Berlin.